# Vanwall Vandervell 680
Chronologie des modèles
CLM P1/01 Aucun
La Vanwall Vandervell 680 (précédemment nommée Vanwall LMH) est une voiture de course d'endurance conçue et utilisée par l'écurie automobile autrichienne Vanwall Racing dans le but de concourir dans le Championnat du monde d'endurance FIA, en particulier aux 24 Heures du Mans, dans la nouvelle catégorie reine Hypercar.

## Historique
À la veille des 24 Heures du Mans 2020, le 18 septembre 2020, l'écurie autrichienne ByKolles Racing confirme son engagement dans la future catégorie Le Mans Hypercar et profite de cette occasion pour présenter les premiers rendus photographiques de la future voiture.
Malgré l'annonce originale de participer au Championnat du monde d'endurance FIA 2021, la voiture n'est pas présente sur la liste des engagés. L'écurie précise alors que le projet n'est pas abandonné. Plus tard dans l'année, elle communique que le lancement de la voiture est prévu à l'automne avant les premières courses de 2022. Le 7 décembre 2021, une photographie du pilote français Tom Dillmann sur son compte Twitter le présente au volant de la voiture partiellement assemblée.
Le 12 janvier 2022, lors de la publication de la liste des engagés pour le Championnat du monde d'endurance FIA 2022, la LMH de l'écurie ByKolles Racing n'est toujours pas présente. En effet, dans la catégorie LMH, chaque participant doit prouver son association avec une marque automobile existante et le nom ByKolles n'est pas associé à un quelconque constructeur automobile contrairement à Alpine, Glickenhaus ou Toyota. Pour contourner cette difficulté, l'écurie ByKolles Racing est renommée officiellement Vanwall Racing Team. Lors de l'officialisation de ce changement de nom, une vidéo est présentée sur le nouveau compte Instagram de l'écurie montrant la voiture avec le moteur en fonctionnement. À la suite de cela, de nouveaux visuels de la voiture de la voiture de course ainsi que de la version de route sont publiés,.
Le 24 mars 2022, l'écurie Vanwall Racing Team publie des photographies de la voiture finalisée et annonce que celle-ci roulera début avril,. Le 31 mars 2022, l'écurie Vanwall Racing Team publie une photographie, puis une vidéo du pilote français Christophe Bouchut faisant faire ses premiers tours de roue à la voiture sur la piste de la Zweibrücken Air Base,.

## Compétition

### 2023
1 000 Miles de Sebring
Sur le circuit de Sebring, la Vanwall Vandervell 680 n°4 est dernière sur la grille de départ de sa catégorie. Dès le début de la course, Tom Dillmann réussit à dépasser la voiture non hybride Glickenhaus 007 LMH. De plus, grâce aux difficultés rencontrées par les Peugeot 9X8 et la Ferrari 499P n°51, l'équipage réussit à se hisser à la septième place alors qu'il ne reste plus qu'une heure et demie de course. Cependant, la Ferrari n°51 réussit finalement à combler son retard et à dépasser la voiture n°4. Le classement reste inchangé jusqu'à la fin de la course, et la Vanwall Vandervell 680 arrive à la huitième place.
6 Heures de Portimão
Lors de la deuxième course de la compétition, la Vanwall prend une nouvelle fois le départ en dernière position de sa catégorie. Cette fois-ci, l'équipage est victime d'une défaillance technique. Alors que Jacques Villeneuve est au volant, le frein avant droit de la voiture commence à fumer avant de rapidement s'enflammer. Le pilote perd le contrôle de la voiture, qui finit par s'écraser contre la barrière de sécurité. L'accident est sans gravité, le pilote sort indemne et la voiture n'a subi que des dommages mineurs. L'équipe décide donc de se retirer de la course.
6 Heures de Spa-Francorchamps
La troisième course de la saison qui se déroule sur circuit de Spa en Belgique est marquée par de nombreux accidents. La voiture, aux mains de Jacques Villeneuve, s'accroche avec la Ferrari 488 GTE n°54 de l'écurie TotalEnergies et percute la barrière. Elle est considérablement endommagée et contrainte d'abandonner.
24 Heures du Mans

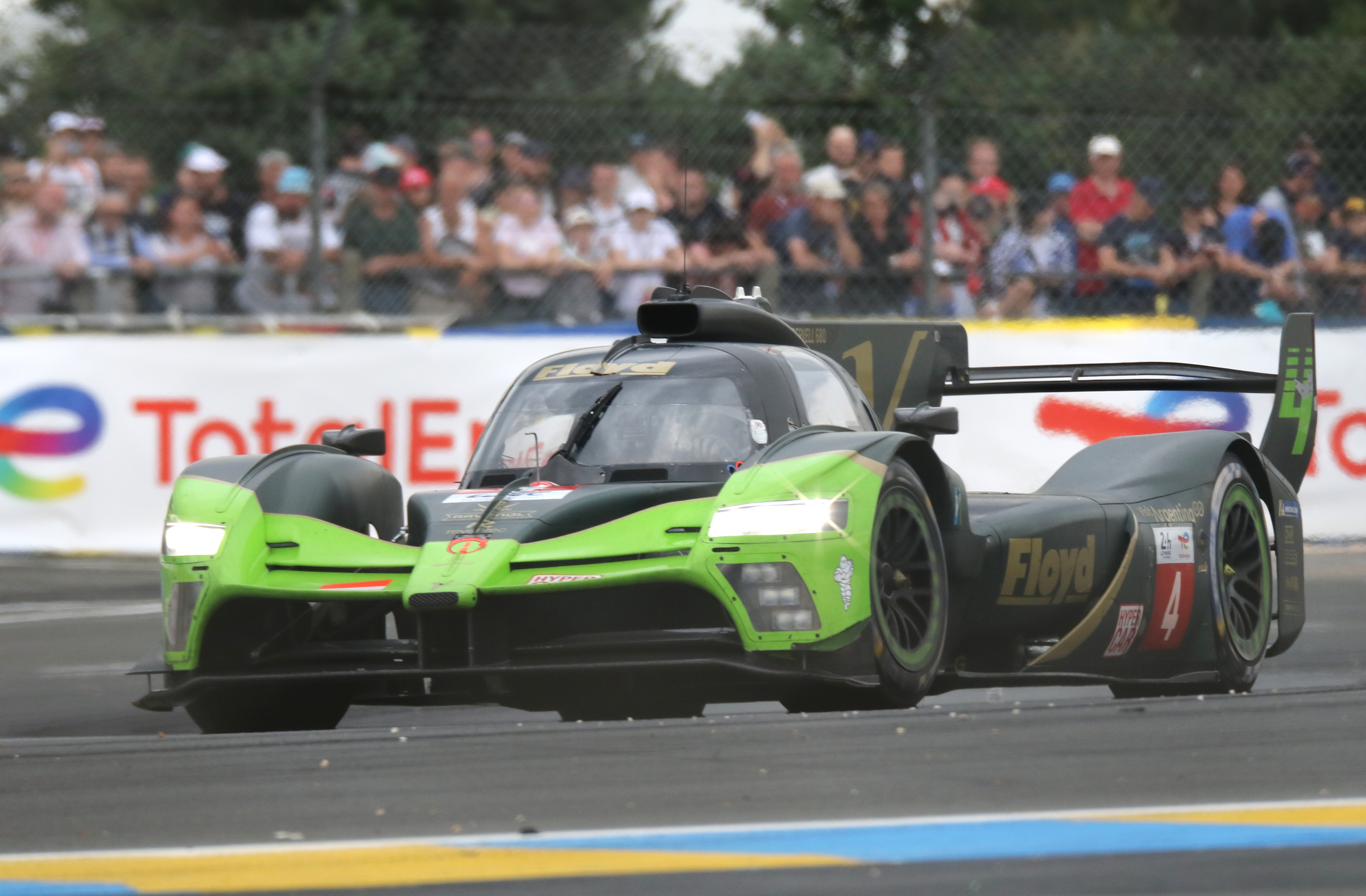
Vandervell 680 dans la chicane Dunlop.

Les 24 Heures du Mans sont la quatrième course du championnat WEC. Avant le début de la course, le remplacement de Jacques Villeneuve par Tristan Vautier a été annoncé. Le pilote reproche à son écurie son éviction et la façon dont elle s'est réalisée. Dans un second temps, l'écurie explique que la décision a été prise en concertation avec le pilote en raison d'événements personnels. C'est dans ces conditions que l'écurie débute les essais libres avec Tristan Vautier comme troisième pilote, la Vanwall roulant pour la première fois sur le circuit du Mans. Lors des qualifications, l'équipe n'est pas en mesure de se qualifier devant les autres hypercars, à l'exception de la Porsche 963 n°38, qui n'a pas réalisé de temps de qualification. Elle ne participe donc pas à l'Hyperpole. En début de course, elle se retrouve rapidement distancée par les autres hypercars. Puis l'équipe est une nouvelle fois contrainte d'abandonner, cette fois-ci sur casse moteur.
6 Heures de Fuji
Lors des qualifications, la voiture n°4 se qualifie avec un temps peu performant, moins bon que celui de la LMP2 n°22 de l'écurie United. Elle est la seule hypercar à s'élancer parmi le peloton des LMP2 lors de la course. Plus lente que les autres hypercars, elle termine avec 18 tours de retard sur la Toyota de tête, et derrière onze LMP2. Un résultat qui ne surprend pas complètement l'écurie, qui indique avoir cherché, en premier lieu, à résoudre les problèmes de fiabilité.

## Technique
La voiture a été entièrement conçue et développée en interne sur le site de Vanwall Racing Team à Greding, en Allemagne. ByKolles Racing prévoyait d'utiliser un moteur Gibson LMP1 pour son hypercar, dont le développement se poursuivait avant ses débuts prévus pour le Championnat du monde d'endurance de la FIA de 2021. L'équipe a dû abandonner le moteur Gibson V8 pour une unité plus puissante lorsque Aston Martin s'est engagée dans la catégorie en juin 2019 avec son hypercar Valkyrie de 1160 ch. Cependant, à la suite du retrait ultérieur d'Aston Martin et de l'annonce de la réduction de la puissance autorisée en LMH, ByKolles reprend son plan initial d'utilisation du moteur Gibson GL458 V8.
Lors de la présentation des premiers rendus photographiques, en 2020, l'écurie ByKolles Racing précise que la version course Le Mans Hypercar utilisera un moteur V8 atmosphérique de 700 chevaux et qu'elle pèsera 1040 kg en conditions de course avec un lest. Il a été également précisé par l'écurie que deux autres modèles de la voiture seront disponibles dans le futur, en effet en plus de la version course décrite ci dessus, une version piste LMH avec un moteur moteur V8 de 650 chevaux (poids 950 kg) et une version routière qui combinera un système hybride avec un moteur moteur V8 d’une puissance totale d’environ 1000 chevaux (poids 1000 kg) seront disponibles. Le modèle routier pourra également fonctionner au biocarburant.
La voiture utilisée pour le Championnat du monde d'endurance de la FIA de 2023 n'est pas équipée d'un système hybride, contrairement à celles d'autres grands constructeurs automobiles engagés avec des LMH ou LMDh. Cependant, l'équipe ne s'attend pas à ce que l'absence de système hybride lui confère un avantage décisif au niveau fiabilité dans les premières courses, bien que certaines équipes aient rencontré des difficultés dans leur préparation.

## Pilotes
- Tom Dillmann (quitte le projet après les 24 Heures du Mans 2023)
- Esteban Guerrieri
- Jacques Villeneuve (présent uniquement lors des trois premières épreuves du Championnat du monde d'endurance 2023)
- Tristan Vautier (présent à partir des 24 Heures du Mans 2023 en remplacement de Jacques Villeneuve)
- João Paulo de Oliveira (présent à partir des 6 Heures de Monza 2023 en remplacement de Tom Dillmann)
- Ryan Briscoe (présent uniquement aux 8 Heures de Bahreïn 2023 en remplacement de Joao Paulo de Oliveira absent)

## Palmarès
Les courses en gras indiquent que la pole position a été réalisée. Les courses en italique indiquent que l'écurie a réalisé le meilleur tour en course.
| Année | Entrant                   | Classe   | Pilotes                                                                                               | No. | Courses.                 | Courses | Courses  | Courses  | Courses  | Courses | Courses | Courses | Pts. | Pos. |
| Année | Entrant                   | Classe   | Pilotes                                                                                               | No. | Courses.                 | 1       | 2        | 3        | 4        | 5       | 6       | 7       | Pts. | Pos. |
| ----- | ------------------------- | -------- | --- | --- | ------------------------ | ------- | -------- | -------- | -------- | ------- | ------- | ------- | ---- | ---- |
| 2023  | Floyd Vanwall Racing Team | Hypercar | Tom Dillmann Esteban Guerrieri Jacques Villeneuve Tristan Vautier João Paulo de Oliveira Ryan Briscoe | 4   | 1-4 Toutes 1-3 4-6 5,6 7 | SEB 6   | POR Abd. | SPA Abd. | LMN Abd. | MON 12  | FUJ 11  | BHR     | 8*   | 7e*  |

* Saison en cours.